# Luise Juliana von Oranien-Nassau

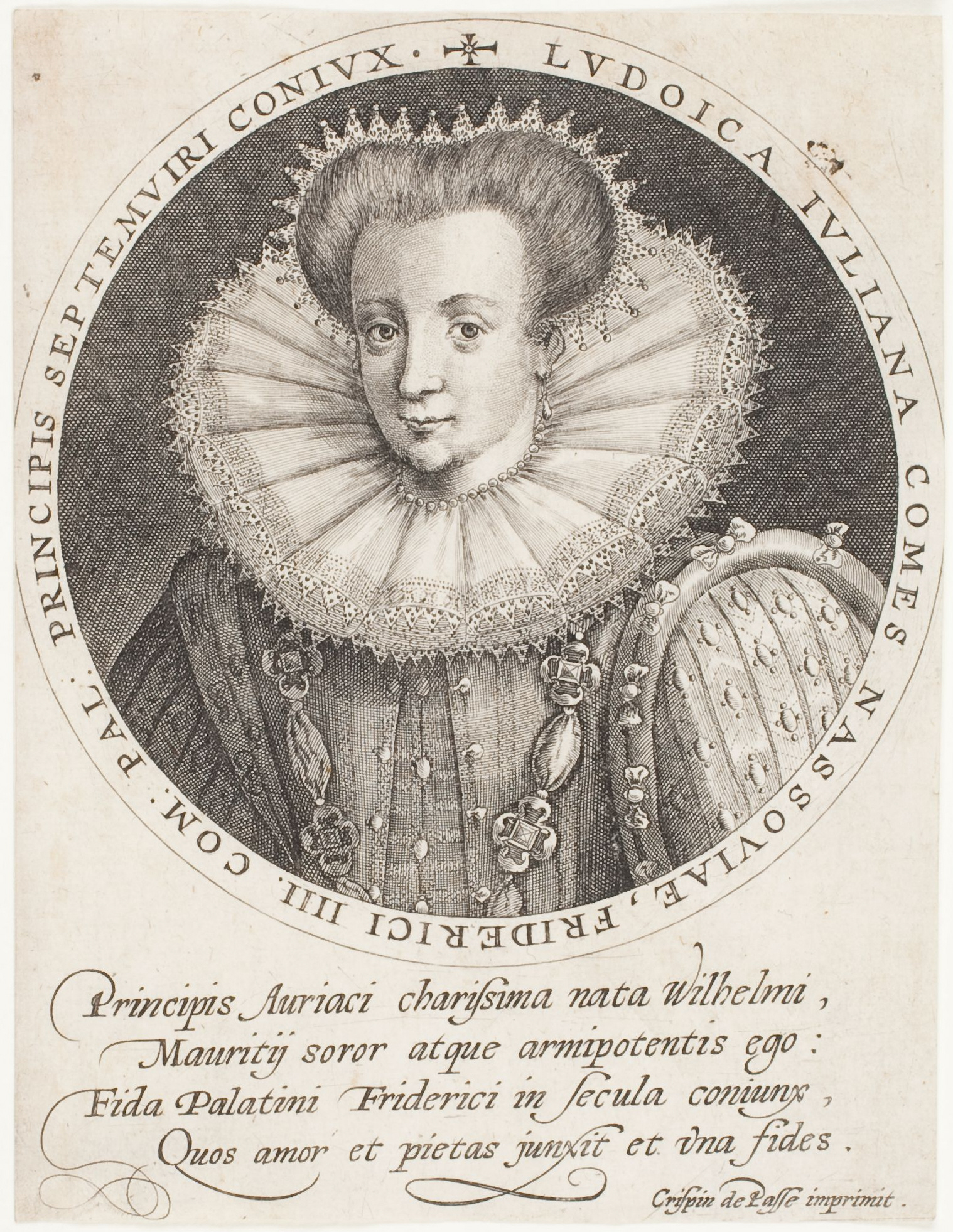
Prinzessin Louise Juliane von Oranien-Nassau

Luise Juliana von Oranien-Nassau (* 31. März 1576 in Delft; † 15. März 1644 in Königsberg) war eine niederländische Prinzessin. Durch Heirat war sie Kurfürstin von der Pfalz.

## Leben

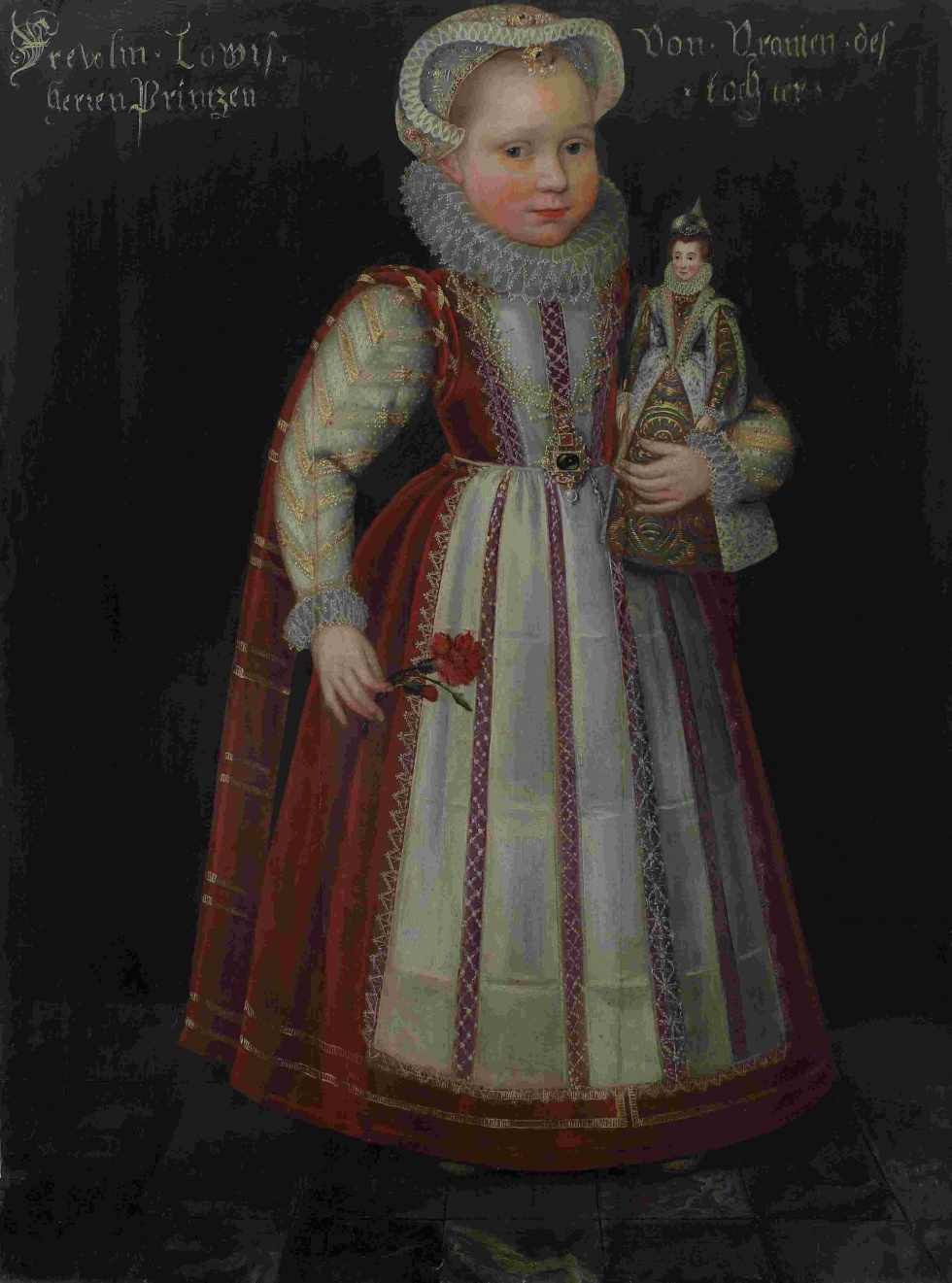
Luise Juliana im Alter von etwa sechs Jahren mit einer Puppe

Luise Juliana war die älteste Tochter des Prinzen Wilhelm I. von Oranien-Nassau (1533–1584) mit seiner dritten Ehefrau, der Prinzessin Charlotte von Bourbon-Montpensier (1546–1582), Tochter des Herzogs Ludwig III. und der Gräfin von Bar-sur-Seine, Jacqueline de Longwy aus dem Haus Chaussin. Nachdem ihr Vater 1584 von Balthasar Gérard in Delft erschossen worden war, wuchs sie mit ihren Schwestern bei ihrer Stiefmutter Prinzessin Louise de Coligny (1555–1620) in Delft auf. Als Oberhaupt einer der wichtigsten protestantischen Familien war Louise bemüht, einflussreiche Ehemänner dieser Glaubensrichtung für ihre Stieftöchter zu finden.

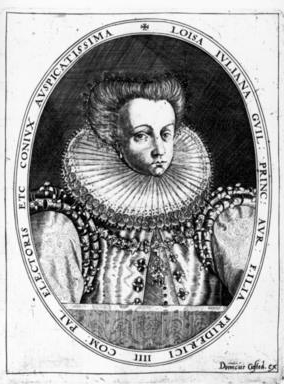
Kurfürstin Louise Juliane von der Pfalz

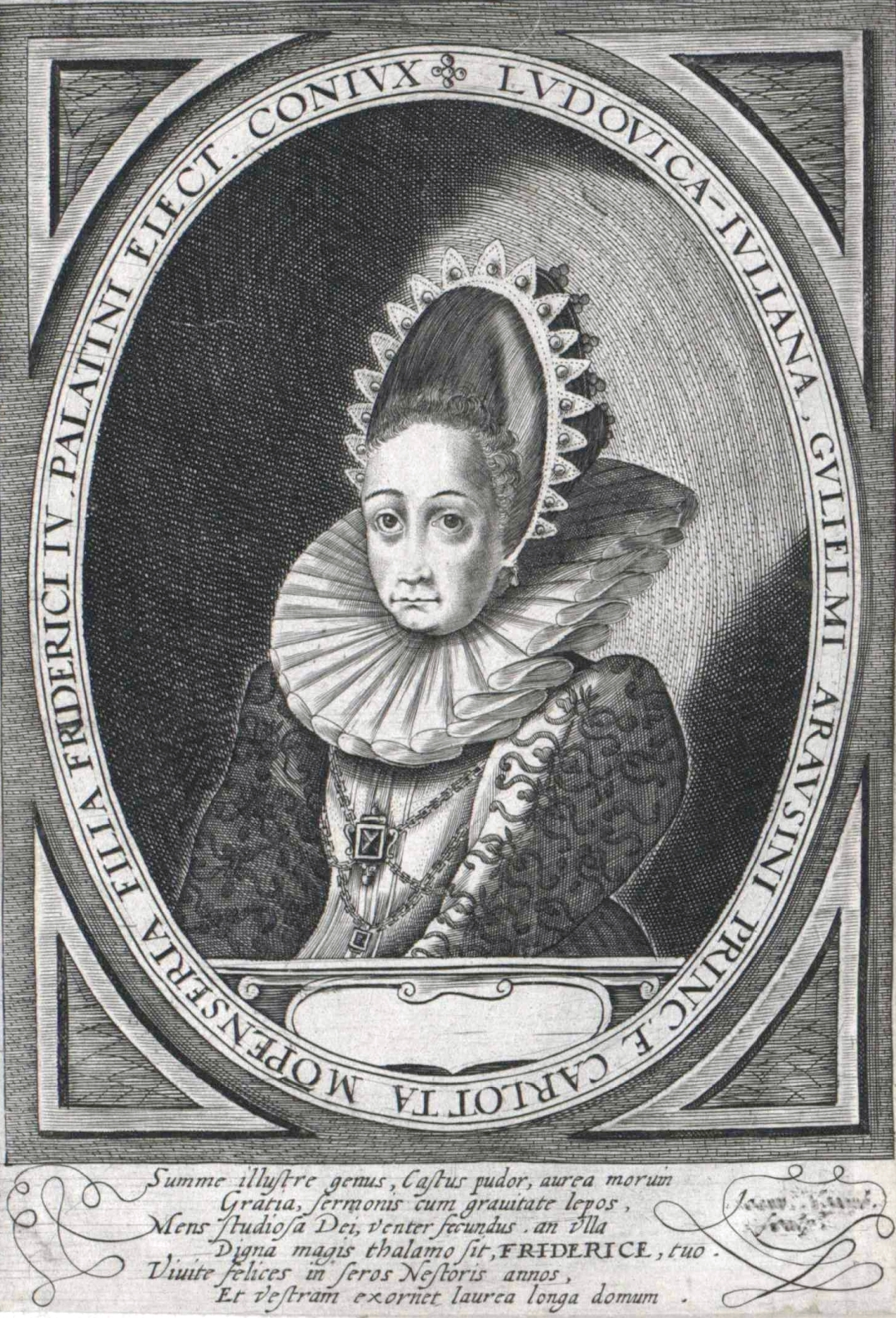
Luise Juliana, ca. 1610

Am 23. Juni 1593 heiratete Prinzessin Louise Juliana als erste ihrer Schwestern in Dillenburg den Kurfürsten Friedrich IV. von der Pfalz (1574–1610), Sohn des Kurfürsten Ludwig VI. und der Prinzessin Elisabeth von Hessen. Nach der Hochzeit begab sie sich in Begleitung ihrer jüngeren Schwester Emilia Antwerpiana nach Heidelberg.
Nach einer entbehrungsreichen Kindheit und Jugend hatte sich die fromme Kurfürstin an einen relativ reichen Hof und lebenslustigen Ehemann zu gewöhnen. Die Ehe galt trotzdem als glücklich und Louise Juliana widmete sich ihrer Familie.
Nach dem frühen Tod ihres Mannes 1610 wurde Louise Juliana als Vormund ihres älteren Sohnes bestellt, sein Hauptvormund war allerdings Herzog Johann II. von der Pfalz-Zweibrücken. Nach einem Jahr wurde ihr Sohn für volljährig erklärt und Louise Juliana schickte ihn zur Vervollständigung seiner Ausbildung an den Hof ihrer Schwester Elisabeth Flandrika in Sedan.
Als Kaiser Matthias 1619 starb, wählten die böhmischen Landesstände am 24. August 1619 ihren Sohn, Kurfürst Friedrich V. von der Pfalz zu ihrem König. Sie riet ihrem Sohn erfolglos, die Königskrone nicht anzunehmen. Nach dem Abenteuer in Böhmen musste die kurfürstliche Familie vor den kaiserlichen Truppen aus der Pfalz fliehen.
Louise Juliane sah ihren Sohn nie wieder. Sie begab sich mit zweien ihrer Enkelkinder zunächst nach Württemberg, doch Herzog Johann Friedrich forderte, aus Angst vor dem Kaiser, das Land zu verlassen. Sie zog zu ihrer Tochter nach Berlin an den Hof des brandenburgischen Kurfürsten. 1638 verbrachte dieser seine gesamte Familie infolge der Kriegswirren nach Königsberg. Dort starb Kurfürstin Louise Juliana und wurde im Königsberger Dom beigesetzt.

## Nachkommen
Aus der gemeinsamen Ehe gingen acht Kinder hervor:
- Louise Juliane (1594–1640)

⚭ 1612 Pfalzgraf Johann II. von Zweibrücken-Veldenz (1584–1635)
- Katharina Sophie (1595–1626), unverheiratet
- Friedrich V. (1596–1632), Kurfürst von der Pfalz und König von Böhmen

⚭ 1613 Prinzessin Elisabeth Stuart (1596–1662)
- Elisabeth Charlotte (1597–1660)

⚭ 1616 Kurfürst Georg Wilhelm von Brandenburg (1595–1640)
- Anna Eleonore (1599–1600)
- Ludwig Wilhelm (*/† 1600)
- Moritz Christian (1601–1605)
- Ludwig Philipp (1602–1655)

⚭ 1631 Prinzessin Marie Eleonore von Brandenburg (1607–1675) Tochter von Joachim Friedrich (Brandenburg)